# Creagh-Eisfall
Der Creagh-Eisfall ist ein Gletscherbruch im ostantarktischen Viktorialand. In den zu den Quartermain Mountains gehörenden Wilkniss Mountains befindet er sich am Kopfende des Creagh-Gletschers.
Das Advisory Committee on Antarctic Names benannte ihn 1994 in Verbindung mit dem gleichnamigen Gletscher. Dessen Namensgeber ist der neuseeländische Geistliche Gerard James Creagh (1929–1994), der in 25 antarktischen Sommerkampagnen auf der McMurdo-Station in der Chapel of the Snows als Pfarrer tätig war.